# Macedonia (romersk provins)
 For alternative betydninger, se Macedonia. (Se også artikler, som begynder med Macedonia)
Den romerske provins Macedonia blev officielt etableret i 146 f.Kr. efter at den romerske general Quintus Caecilius Metellus besejrede Andriskus af Macedonia i 148 f.Kr. og efter at fire klientrepublikker etableret af Rom i regionen blev opløst. Provinsen bestod af Epiros Vetus, Thessalien og del af Illyrien og Thrakien.
I det 3. og 4. århundrede blev provinsen delt i Macedonia Prima i syd og Macedonia Salutaris i nord.
Macedonia Prima og Macedonia Salutaris blev indlemmet i bispedømmet Macedonia, et af tre bispedømmer i pretorianerprefekturet Illyricum som blev organiseret i 318. Da prefekturet Illyricum blev delt i et vestlig og et østlig Illyricum i 379, blev de makedonske provinser inkluderet i det østlige Illyricum. Efter delingen af Romerriget i et vestlig og et østlig rige i 395, blev Macedonia en del af Østromerriget.